# عملة معدنية بقيمة 100,000 ين
عملة الـ 100,000 ين هي فئة من الين الياباني. لم يُسكّ سوى نوعين مختلفين من هذه العملة، وهي تُستخدم فقط لسكّ العملات التذكارية التي تُصدرها دار سك العملة اليابانية. صُنعت عملات معدنية أصلية ونماذج غير متداولة لهواة جمع العملات، ولم يُقصد طرح أي منها للتداول.

## تاريخ
عملة الـ 100,000 ين هي أعلى فئة غير متداولة أصدرتها دار سك العملة اليابانية على الإطلاق. لم يُسكّ سوى نوعين مختلفين من العملات بهذه الفئة. تشمل الإصدارات مناسبات احتفالية، مثل الذكرى الستين لحكم هيروهيتو (1986-1987)، وتنصيب الإمبراطور أكيهيتو عام 1990.

## تذكاريات

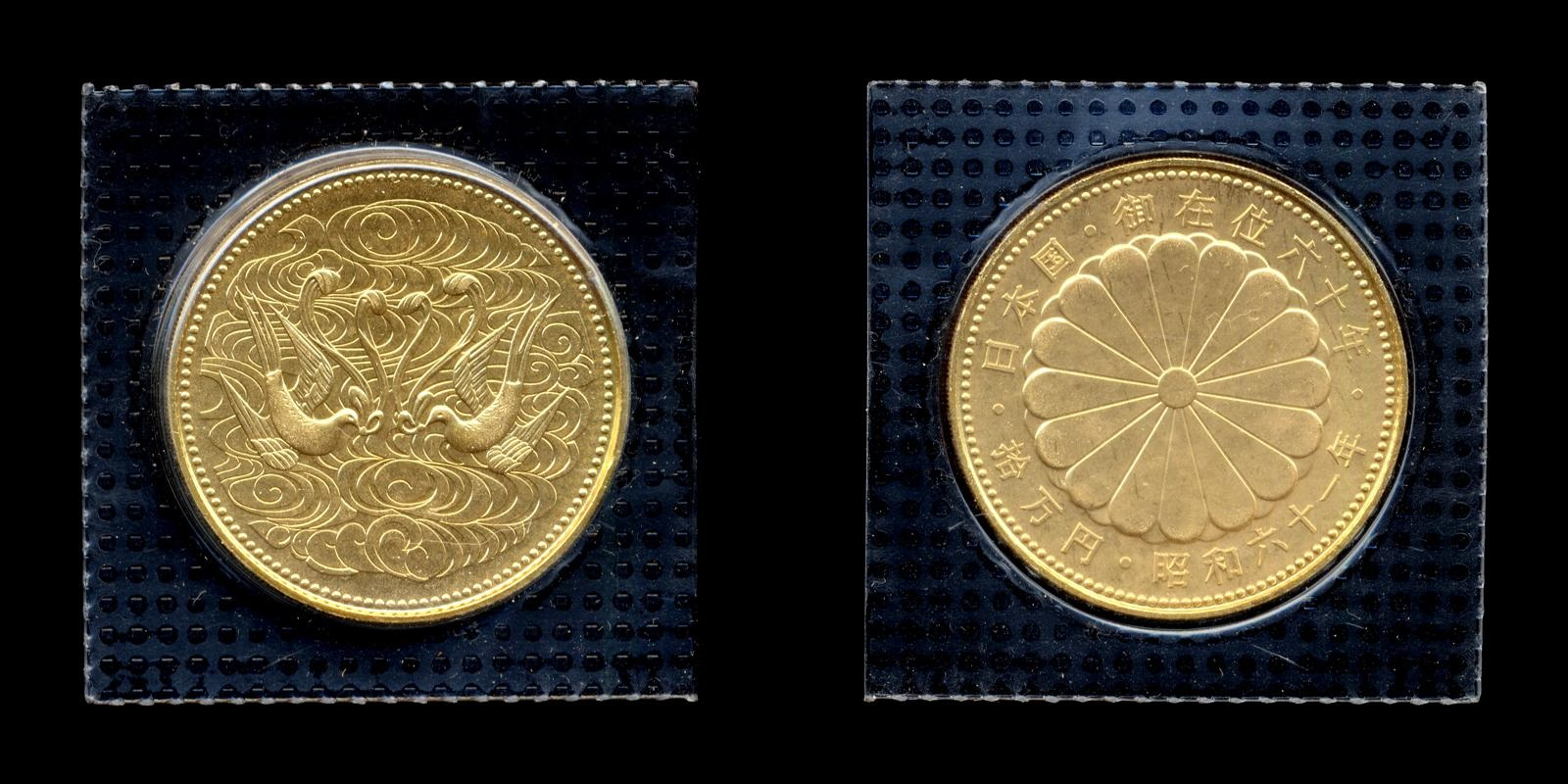
الذكرى الستين لحكم هيروهيتو (1986)

| الإمبراطور | التمر الياباني | التاريخ الميلادي | سك النقود  | سبب                          |
| ---------- | -------------- | ---------------- | ---------- | ---------------------------- |
| شووا       | هانغتشو (61)   | 1986             | 10,000,000 | السنة الستين من حكم هيروهيتو |
| شووا       | هانغتشو (62)   | 1987             | 875,487    | السنة الستين من حكم هيروهيتو |
| أكيهيتو    | 二 (2)         | 1990             | 1,900,000  | تنصيب الإمبراطور أكيهيتو     |

## ملحوظات
1. ↑  Proof mintages are:
 1987 - 124,513
 1990 - 100,000

## روابط خارجية
- العملات التذكارية الصادرة - موقع دار سك العملة اليابانية (باللغة الإنجليزية)